# Anarruga

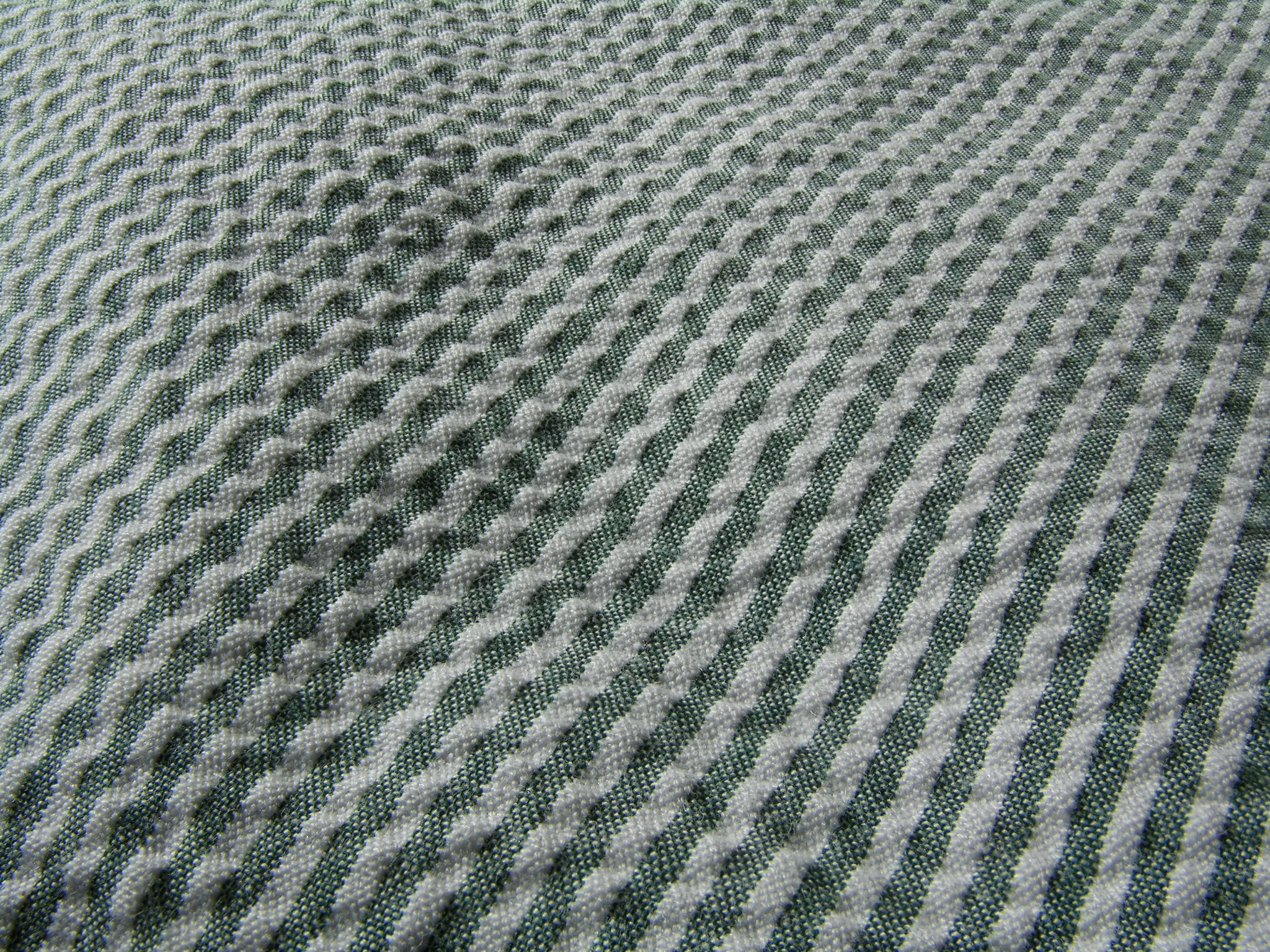
Tecido de anarruga listrado nas cores verde/branco.

Anarruga, sirsaca, mil-raias, ou tecido listrado é um tecido têxtil fino, enrugado, feito a partir de algodão, geralmente listrado, com xadrez ou quadriculado, usado para fazer roupas.

## História

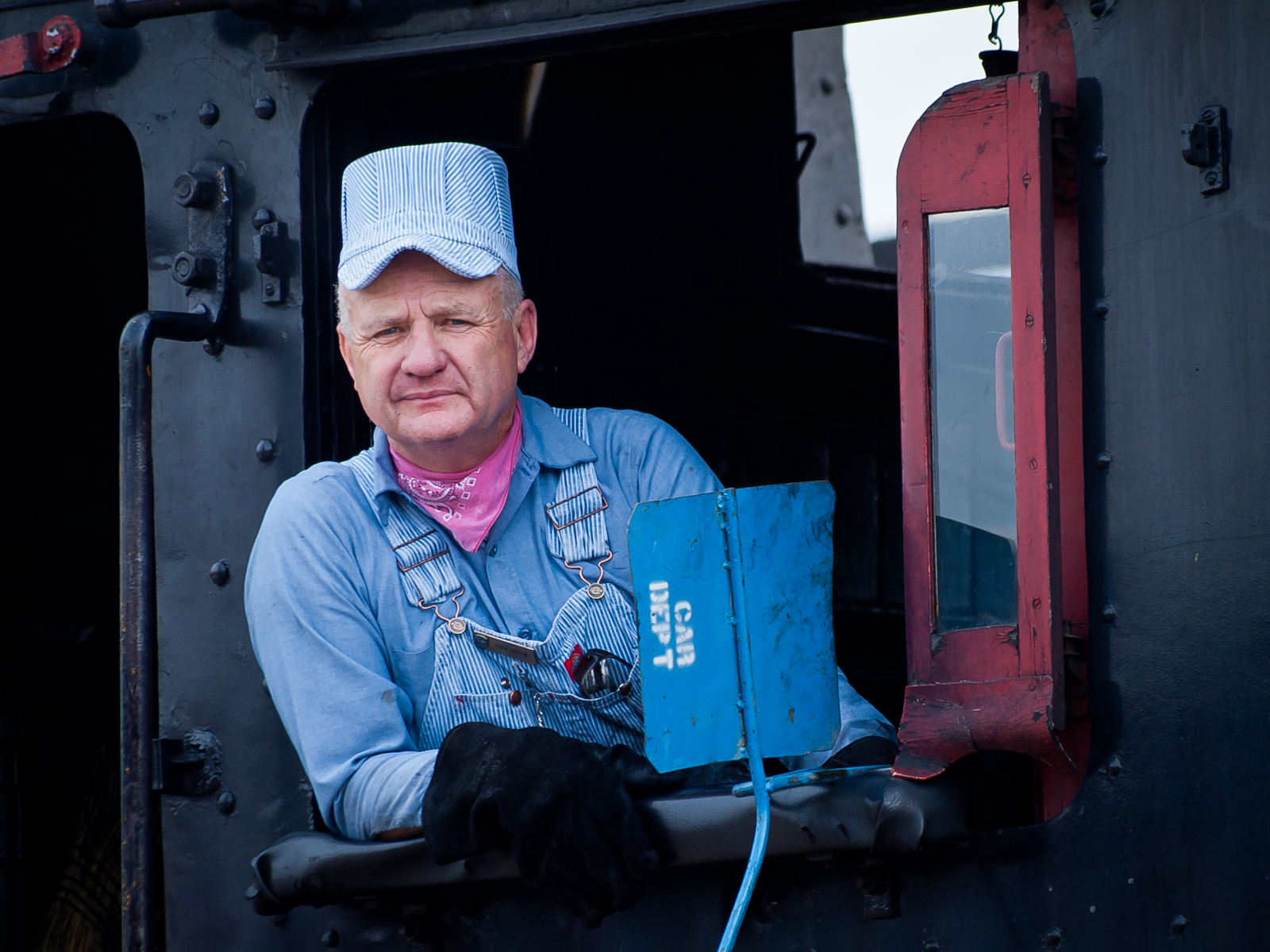
Maquinista de locomotiva dirigindo com uma roupa de anarruga

Durante o período colonial britânico, a anarruga foi um material popular nas colônias quentes da Grã-Bretanha, como a Índia britânica.